# Deutsche Kurzbahnmeisterschaften 1999
Die Deutschen Kurzbahnmeisterschaften 1999 im Schwimmen fanden vom 25. bis 28. November 1999 im Badepark Solymar in Bad Mergentheim statt und wurden von der TV Bad Mergentheim organisiert. Der Veranstalter war der Deutsche Schwimm-Verband. Der Wettkampf diente gleichzeitig als Qualifikationswettkampf für die Kurzbahneuropameisterschaften 1999 in Lissabon. Es wurden bei Männern und Frauen Wettkämpfe in je 18 Disziplinen ausgetragen.
| Disziplin           | Männer             | Männer          | Männer   | Frauen             | Frauen                    | Frauen   |
| Disziplin           | Name               | Verein          | Zeit     | Name               | Verein                    | Zeit     |
| 050 m Freistil      | Stephan Kunzelmann | SGS Hannover    | 00:22,54 | Katrin Meißner     | Wasserfreunde Spandau 04  | 00:25,75 |
| 100 m Freistil      | Stephan Kunzelmann | SGS Hannover    | 00:48,99 | Sandra Völker      | SG Hamburg                | 00:54,33 |
| 200 m Freistil      | Lars Conrad        | SGS Hannover    | 01:47,23 | Silvia Szalai      | SG Frankfurt              | 01:59,33 |
| 400 m Freistil      | Jörg Hoffmann      | OSC Potsdam     | 03:48,34 | Kerstin Kielgaß    | Wasserfreunde Spandau 04  | 04:08,66 |
| 800 m Freistil      | Heiko Hell         | Elmshorner MTV  | 07:53,59 | Jana Henke         | OSC Potsdam               | 08:34,91 |
| 1500 m Freistil0    | Heiko Hell         | Elmshorner MTV  | 15:14,39 | Vanessa Philipp    | SG Hildesheim             | 16:56,96 |
| 050 m Brust         | Mark Warnecke      | SG Essen        | 00:27,16 | Janne Schäfer      | TV Jahn Wolfsburg         | 00:31,99 |
| 100 m Brust         | Mark Warnecke      | SG Essen        | 00:59,85 | Silvia Pulfrich    | EOSC Offenbach            | 01:08,81 |
| 200 m Brust         | Jens Kruppa        | SC Riesa        | 02:11,26 | Anne Poleska       | SG Krefeld                | 02:27,05 |
| 050 m Schmetterling | Thomas Rupprath    | SG Neuss        | 00:24,31 | Marietta Uhle      | Wasserfreunde St. Ingbert | 00:27,65 |
| 100 m Schmetterling | Thomas Rupprath    | SG Neuss        | 00:52,26 | Marietta Uhle      | Wasserfreunde St. Ingbert | 00:59,96 |
| 200 m Schmetterling | Thomas Rupprath    | SG Neuss        | 01:54,67 | Katrin Jäke        | SC Riesa                  | 02:10,06 |
| 050 m Rücken        | Thomas Rupprath    | SG Neuss        | 00:24,68 | Sandra Völker      | SG Hamburg                | 00:28,02 |
| 100 m Rücken        | Steffen Driesen    | SG Bayer        | 00:53,74 | Antje Buschschulte | SC Magdeburg              | 01:00,71 |
| 200 m Rücken        | Jirka Letzin       | SC DHfK Leipzig | 01:56,00 | Antje Buschschulte | SC Magdeburg              | 02:09,48 |
| 100 m Lagen         | Jens Kruppa        | SC Riesa        | 00:55,47 | Annika Mehlhorn    | SG ACT / Baunatal         | 01:02,52 |
| 200 m Lagen         | Christian Keller   | SG Essen        | 01:59,01 | Annika Mehlhorn    | SG ACT / Baunatal         | 02:13,31 |
| 400 m Lagen         | Jirka Letzin       | SC DHfK Leipzig | 04:13,22 | Sabine Klenz       | SSV Leutzsch              | 04:39,50 |

1. ↑  neuer DSV-Rekord